# Goran Jezdimirović
Goran Jezdimirović (szerbül: Горан Јездимировић; Vrnjačka Banja, 1967. április 19. –) visszavonult szerb labdarúgó.

## Pályafutása
1986-ban a Napredak Kruševac csapatához szerződött. Négy szezont töltött a klubnál, ahol több mint 100 bajnoki mérkőzésen lépett pályára. 1990-ben a Vojvodinához igazolt. Később a spanyol Écija, valamint az MTK Budapest, Tatabánya és Dunaújváros is játszott, mielőtt 40 évesen visszavonult.

## Sikerei, díjai
Napredak Kruševac
- Jugoszláv másodosztály bajnok: 1987–1988

 MTK Budapest
- Magyar bajnok: 2002–2003
- Magyar szuperkupa-győztes: 2003